# Grande Prêmio da Itália de 1965
Resultados do Grande Prêmio da Itália de Fórmula 1 realizado em Monza em 12 de setembro de 1965. Oitava etapa do campeonato, foi vencido pelo britânico Jackie Stewart, que subiu ao pódio junto a Graham Hill numa dobradinha da BRM, com Dan Gurney em terceiro pela Brabham-Climax.

## Resumo
Primeira vitória na carreira de Jackie Stewart.

## Classificação da prova
| Pos. | Nº | Piloto             | Construtor     | Voltas | Tempo/Diferença      | Grid | Pontos |
| ---- | -- | ------------------ | -------------- | ------ | -------------------- | ---- | ------ |
| 1    | 32 | Jackie Stewart     | BRM            | 76     | 2:04:52.8            | 3    | 9      |
| 2    | 30 | Graham Hill        | BRM            | 76     | + 3.3                | 4    | 6      |
| 3    | 12 | Dan Gurney         | Brabham-Climax | 76     | + 16.5               | 9    | 4      |
| 4    | 4  | Lorenzo Bandini    | Ferrari        | 76     | + 1:15.9             | 5    | 3      |
| 5    | 16 | Bruce McLaren      | Cooper-Climax  | 75     | + 1 volta            | 11   | 2      |
| 6    | 40 | Richard Attwood    | Lotus-BRM      | 75     | + 1 volta            | 13   | 1      |
| 7    | 42 | Jo Bonnier         | Brabham-Climax | 74     | + 2 voltas           | 14   |        |
| 8    | 18 | Jochen Rindt       | Cooper-Climax  | 74     | + 2 voltas           | 7    |        |
| 9    | 38 | Innes Ireland      | Lotus-BRM      | 74     | + 2 voltas           | 18   |        |
| 10   | 24 | Jim Clark          | Lotus-Climax   | 63     | Bomba de combustível | 1    |        |
| 11   | 26 | Mike Spence        | Lotus-Climax   | 62     | Alternador           | 8    |        |
| 12   | 6  | Nino Vaccarella    | Ferrari        | 58     | Motor                | 15   |        |
| 13   | 50 | Roberto Bussinello | BRM            | 58     | Pressão do óleo      | 21   |        |
| 14   | 20 | Richie Ginther     | Honda          | 56     | Ignição              | 17   |        |
| Ret  | 14 | Denny Hulme        | Brabham-Climax | 46     | Suspensão            | 12   |        |
| Ret  | 46 | Frank Gardner      | Brabham-BRM    | 45     | Motor                | 16   |        |
| Ret  | 44 | Jo Siffert         | Brabham-BRM    | 43     | Câmbio               | 10   |        |
| Ret  | 28 | Giacomo Russo      | Lotus-Climax   | 37     | Câmbio               | 20   |        |
| Ret  | 8  | John Surtees       | Ferrari        | 34     | Embreagem            | 2    |        |
| Ret  | 22 | Ronnie Bucknum     | Honda          | 27     | Ignição              | 6    |        |
| Ret  | 48 | Masten Gregory     | BRM            | 22     | Câmbio               | 23   |        |
| Ret  | 10 | Giancarlo Baghetti | Brabham-Climax | 12     | Motor                | 19   |        |
| Ret  | 52 | Giorgio Bassi      | BRM            | 8      | Motor                | 22   |        |

## Tabela do campeonato após a corrida
|  | Pos. | Piloto         | Pontos  |
|  | ---- | -------------- | ------- |
|  | 1    | Jim Clark      | 54      |
|  | 2    | Graham Hill    | 34 (38) |
|  | 3    | Jackie Stewart | 33 (34) |
|  | 4    | John Surtees   | 17      |
|  | 5    | Dan Gurney     | 13      |

|  | Pos. | Construtor     | Pontos  |
|  | ---- | -------------- | ------- |
|  | 1    | Lotus-Climax   | 54      |
|  | 2    | BRM            | 42 (52) |
|  | 3    | Ferrari        | 24      |
|  | 4    | Brabham-Climax | 19      |
|  | 5    | Cooper-Climax  | 13      |

- Nota: Somente as primeiras cinco posições estão listadas. Apenas os seis melhores resultados de cada piloto ou equipe eram computados visando o título. Neste ponto esclarecemos: na tabela dos construtores figurava somente o melhor colocado dentre os carros de um time. No presente caso, os campeões da temporada surgem grafados em negrito.